# Carlos Alberto de Bragança Pereira
Carlos Alberto de Bragança Pereira (Rio de Janeiro, 1 de julho de 1946) é estatístico e professor emérito do Departamento de Estatística do Instituto de Matemática e Estatística da Universidade de São Paulo (IME-USP), contribuindo com estudos nas áreas de estatística, genética e bioinformática, em especial a interferência bayesiana, tornando-se um pioneiro dessa área no hemisfério Sul. 
Pereira, apelidado como Carlinhos, foi o primeiro mestre em Estatística pela USP e ocupou o cargo diretor do IME-USP na gestão de 1994 a 1998.

## Formação acadêmica
Carlos Alberto de Bragança Pereira, aos 11 anos, ingressou na Escola Nacional de Ciências Estatísticas (ENCE) junto de seu irmão. Ambos seguiram nos Cursos Comercial Básico para crianças, o qual sua mãe conseguiu inscrevê-los, mesmo após meia-hora do prazo da inscrição ter encerrado. O curso durou quatro anos e, logo depois dos dois finalizarem, a ENCE decidiu fechar o curso. Pereira conta que, naquela idade, já desenhava histogramas. Após isso, começaram a escola de técnico em estatística e, depois, seguiram com a graduação. No verão de 1967, fez uma disciplina com o professor Carlos Alberto "Caio" Barbosa Dantas no Instituto de Matemática Pura e Aplicada, um dos primeiros cursos oferecidos pelo Instituto. Bragança Pereira se graduou no curso de estatística em 1968 pela ENCE, realizado no período noturno. Em particular, Pereira se recorda do professor responsável por ministrar as aulas de probabilidades, Helio Gopfert, o qual ele atribui a influência bayesiana.
Ao graduar, o professor Caio o convidou para o programa de mestrado na USP. Em 3 de junho de 1971, completou o mestrado na USP, com a tese Estimativa da probabilidade a priori em um problema de classificação, que obteve colaboração dos professores Harold J. Larson e Caio. O trabalho surgiu como uma investigação acerca de problemas em modelos matemáticos que realizam cálculos de estimativas sobre experimentos genéticos. Tais modelos tratam da consequência do efeito preferencial na dinâmica do gene, o que, por vezes, negligencia as condições particulares dos organismos particulares. Assim, o trabalho busca estimar a preferência sexual em um dado tipo de experiência. Pereira a dedica sua tese a seus pais, seus irmãos e a Clóvis A. Peres, que trabalhou no Departamento de Estatística do IME-USP.
Assim, Pereira se tornou o primeiro mestre em estatística da USP.
Caio também o incentivou, assim como diversos outros professores do IME-USP, a obter o grau de PhD em universidades de renome no exterior.
Pereira ingressou na Universidade Estadual da Flórida (FSU), Tallahassee em 1977 e obteve um mestrado no ano seguinte. Continuou na Universidade em um programa de doutorado, financiado pelo CAPES e pela USP,  em que conheceu várias pessoas, algumas delas eram estatísticos fortemente contra a estatística bayesiana, o que promoveu discussões e um aprimoramento nas habilidades intelectuais de Pereira. Ele terminou seu doutorado em estatística em 1980, com a tese Bayesian Solutions to Some Classical Problems in Statistics, orientada por Debabrata Basu.
Realizou um programa de pós-doutorado de janeiro de 1986 a dezembro de 1987 na Universidade de Berkeley.

## Carreira

### Durante a graduação
Durante sua graduação na ENCE, Pereira trabalhou no Controle de Qualidade da fábrica de lâmpadas da General Eletric em Maria da Graça e, em seguida, no Departamento de Estatística da Fundação Escola de Saúde Pública, FENSP, do Instituto Oswaldo Cruz, em Manguinhos.

### Na Universidade de São Paulo
Entre 1968 a 1970, a USP passou por um período de transição em seu sistema, passando do sistema de cátedras para o departamental. Carlos Alberto "Caio" Barbosa Dantas  apresentou o projeto para o Departamento de Estatística da Faculdade de Filosofia, Ciências e Letras da Universidade de São Paulo. Com o apoio da FAPESP, Carlos Alberto Pereira foi contratado pela USP como auxiliar de ensino em tempo parcial em 1969. Ao completar seu doutorado em 1980, Pereira faz parte, então, da primeira geração de docentes do departamento. Dois anos mais tarde, passou a trabalhar como professor assistente do IME-USP.
Pereira tornou-se livre-docente pelo IME-USP em 1984, com a tese Teste de hipoteses definidas em espaços de diferentes dimensões: visão bayesiana e interpretação clássica, que trata acerca da interferência paramétrica. O trabalho surgiu em 1981, quando notou a insatisfação dos geneticistas com o teste qui-quadrado acerca da falta de ajustamento ao equilíbrio de Hardy-Weinberg, uma vez que o teste é muito conservativo.
Foi aprovado em concurso de adjunto em 1988 e tornou-se professor titular em 1990, permanecendo com o título até 2016, quando se aposentou e se tornou professor sênior.
Durante sua carreira no IME-USP, Carlinhos foi chefe do Departamento de Estatística por três vezes e foi diretor do instituto de 1994 a 1998, com Pablo Augusto Ferrari como seu vice. Durante seu mandado, a Congregação do IME realizou um abaixo assinado para conceder ao professor Waldyr Muniz Oliva o título de emérito, que foi concedido em 22 de junho de 1994 e, no dia primeiro de julho do mesmo ano, o diploma de Professor Emérito foi entregue a Oliva. Já em 22 de maio de 2025, ocorreu a Sessão Solene de Outorga do Título de Professor Emérito à Pereira, durante o mandado do Diretor Ronaldo Fumio Hashimoto e do vice-Diretor Fabio Armando Tal.
Carlos Pereira fez parte de dois programas de pós-graduação: o de estatística e o de bioinformática, ocupando o cargo de coordenador científico do BioInfo da USP.

### Na Associação Brasileira de Estatística
A Associação Brasileira de Estatística (ABE), criada em 1984, detém o propósito de ampliar a viabilidade e as oportunidades na área de estatística no Brasil, promovendo boletins, estimulando a integração, organizando simpósios, patrocinando encontros e publicando a própria revista Brazilian Journal of Probability and Statistics (BJPS).
Pereira foi o terceiro presidente da Associação, ocupando o cargo durante a gestão de 1988 a 1990.
Em 2007, em um debate promovido pela ABE, Carlinhos afirma que é mais fácil contratar um físico, um engenheiro ou um agrônomo para realizar análises estatísticas, uma vez que é difícil definir a tarefa dos estatísticos e que há pouca divulgação da real capacidade deles. Para ele, o estatístico é o profissional que irá colaborar com a sociedade na definição de limites, ao recomendar o limite seguro para se expor a raios-x e o limite de poluição no ar até que haja a recomendação da paralização do tráfego.
Pereira formulou a seguinte definição para o estatístico:
 O estatístico é o mago que faz afirmações “científicas” sobre estados e quantidades invisíveis. No entanto, ao contrário dos desejos reais ele agrega incertezas às suas afirmativas.

### Como editor e tradutor
Junto ao Wagner de Souza Borges, Pereira traduziu o livro Estatística Básica de David Blackwell, obra que Carlinhos acredita ser o livro elementar mais interessante ao tratar a estatística bayesiana. Também foi editor de edições especiais da revista Entropy.

### Outros
Pereira atuou como um engenheiro pesquisador visitante na Universidade da Califórnia em Berkeley entre os anos de 1986 a 1987 e como professor visitante na Universidade Federal de Mato Grosso do Sul de 2018 a 2020.
Foi observador da Organização dos Estados Americanos em diversas eleições em países da América Latina, como Nicarágua, El Salvador, Haiti e Paraguai. Foi diretor regional da The International Environmetrics Society.
Atualmente, Carlinhos é membro do Conselho Científico da Associação Brasileira de Jurimetria e do Conselho Regional de Estatística da 3º Região (Conre3). Também atua como pesquisador de projetos da FAPESP, além de consultor do CNPq e CAPES.

## Pesquisas e contribuições
Pereira trabalha em pesquisas nas áreas de estatística, genética, bioinformática e estatística médica. É um dos pioneiros da estatística bayesiana no hemisfério Sul.

### Estatística bayesiana
Debabrata "Dev" Basu fez Pereira prometer que ele não se tornaria um "pastor' da estatística bayesiana e o incentivou a buscar aplicações dos conceitos em outras áreas do conhecimento, pois Basu acreditava que apenas os intelectuais que encontrassem aplicabilidade para essa estatística seriam ouvidos. Carlinhos tenta passar a mesma mensagem para seus alunos. Contudo, também argumenta que, apesar do desenvolvimento de algoritmos do tipo Cadeia de Markov Monte Carlo (MCMC) ter utilizado da estatística bayesiana, esses algoritmos são aplicados em problemas dos quais as ferramentas e técnicas de cálculo mais conhecidas e "da moda antiga" já resolveriam.

#### e-valor
Junto ao professor e pesquisador Julio Michael Stern, desenvolveu uma medida de significância estatística para hipóteses precisas, almejando saber o valor epistêmico de uma hipótese H em função dos dados empíricos ou das observações realizadas X, isto é, Stern e Pereira desenvolveram o e-valor (e-value) de H dado X, denotada por ev(H|X).

#### FBST
Stern e Pereira também desenvolveram o Teste de Significância Genuinamente Bayesiano (FBST, sigla em inglês para Full Bayesian Significance Test), que compreende uma medida de precisão para hipóteses. O teste é intuitivo e pode ser aplicado em otimizações numéricas e em técnicas de integração.

### Pesquisas eleitorais
Sob o contexto de um experimento realizado pela The New York Times nos Estados Unidos em 2016, Carlos Alberto de Bragança Pereira, em uma entrevista ao UOL, sustentou a noção de que avaliar respostas eleitorais é mais complexo do que apenas comparar a quantidade de respostas. O cálculo depende de quem foi entrevistado (isto é, a amostra) e o que foi feito com o resultado. Pereira dá o exemplo de que uma amostra composta por 10 mulheres jovens e 10 homens adultos é completamente diferente da amostra de 10 homens adultos e 10 mulheres jovens, mesmo que ambas apresentem a mesma quantidade na categoria sexo e na categoria idade.

### Covid-19
Durante a Pandemia de COVID-19, Carlos Alberto realizou simulações que estimam o número de casos e de mortes no país em maio de 2020. O seu modelo, utilizando dados da China, epicentro inicial do vírus, levou em conta o número de infecções e o período de sobrevida ao vírus nos casos em que há morte do indivíduo. O comportamento do vírus varia conforme o estado. Segundo a previsão, o pico de contaminação no Rio de Janeiro aconteceria em agosto de 2020, chegando a 100 mil casos. De acordo com o Ministério da Saúde e com a Secretaria de Estado de Saúde do Rio de Janeiro, no dia primeiro de agosto, o estado apresentava 167 213 casos acumulados, enquanto no dia nove, haviam 178 850 casos confirmados.

## Reconhecimento

### Títulos
Carlinhos possui o título de professor emérito do IME-USP, o qual foi outorgado em 2025. A cerimônia contou com discurso do seu aluno e, atualmente, colega de trabalho no IME, o professor Victor Fossaluza. Além do Victor, diversos outros colegas de Carlos Bragança manifestaram suas homenagens e depoimentos durante o evento.

### Prêmios
Em 1981, Pereira recebeu o Ralph A. Bradley Student Award, que laureia um doutorando da Universidade Estadual da Flórida com um prêmio em dinheiro e uma placa na sala Frank Wilcoxon Memorial Reading Room.

### Ranking de cientistas
O Brazil Top 10000 Scientists AD Scientific Index 2023, por meio de diversos índices que se baseiam na performance científica e no valor agregado à produção científica, ranqueou Carlos Alberto de Bragança Pereira em 691º lugar como pesquisador do Brasil e o 212º lugar da USP no ano de 2023, e o Latin America Top 10000 Scientists AD Scientific Index 2023 posicionou Pereira em 206º lugar entre os pesquisadores da USP e em 938º lugar entre os pesquisadores da América Latina.

## Impacto
Pereira participou de inúmeras bancas de concurso da carreira docente e de defesas de mestrado, doutorado e livre docência. Além disso, orientou cerca de 25 teses de doutorado.
Alguns de seus alunos se transformaram em colegas e desenvolveram as suas próprias pesquisas. Pereira publicou mais de 100 trabalhos, incluindo livros e artigos científicos. Suas orientações e seus trabalhos reconhecidos internacionalmente tiveram um efeito multiplicador pelo Brasil, permitindo que a estatística brasileira tivesse maior visibilidade e crescesse.

## Vida pessoal
Carlinhos é pai e é descrito como amigável e generoso. É irmão de Basílio de Bragança Pereira, professor emérito da Universidade Federal do Rio de Janeiro e também estatístico. Na cerimônia em homenagem a Basílio, Carlos Alberto prestou um depoimento.
Apresenta diversos artigos produzidos com Julio Stern, professor titular do IME-USP, pois afirmou que aprecia a capacidade de Stern de transformar as ideias teóricas sobre testes filosóficos em aplicações práticas. Os dois desenvolveram o FBST, em que Sergio Wechsler, também professor do IME-USP, auxiliou ambos a enxergar como esse teste poderia funcionar sob a teoria da decisão. Pereira cita Sergio como um grande amigo e colaborador desde que retornou da FSU.
Carlinhos considera como seu guru o Euclydes Custódio Lima Filho, professor do Departamento de Estatística do Instituto de Matemática, Estatística e Computação Científica (IMECC) da UNICAMP e apaixonado por esportes e pela matemática. Pereira relatou que Euclydes o orientou em sua vida profissional. Carlinhos o acompanhava em um trabalho comunitário em um centro espírita, corriam pelo CEPE-USP juntos e debatiam acerca de soluções estatísticas para problemas médicos.
Pereira possui Nelson Rodrigues como seu pensador brasileiro favorito. E, na área de estatística, cita deFinetti, Blackweell e Savage como excelentes pesquisadores.

## Produções
A lista de publicações dos Carlos Alberto de Bragança Pereira está disponível no site pessoal no CADEBP. Abaixo, estão algumas publicações selecionadas.

### Livros publicados
- 1982: Elementos de inferência bayesiana.[37]
- 2005: Inferência Indutiva com Dados Discretos: Uma Visão Genuinamente Bayesiana.[38]

### Livros organizados
- 2021: Data Science: Measuring Uncertainties.[39]

### Artigos publicados em periódicos
Pereira possui mais de 200 artigos publicados em periódicos.
- 1983: A Note On Blackwell Sufficiency And A Shibinsky Characterization Of Distribution.[40]
- 1988: Current status of cytogenetic procedures to detect and quantify previous exposures to radiation.[41]
- 1999: Evidence and Credibility: Full Bayesian Significance Test for Precise Hypotheses.[42]
- 2004: Assessment of anxiety and quality of life in fibromyalgia patients.[43]
- 2006: Meta-analysis of femoropopliteal bypass grafts for lower extremity arterial insufficiency.[44]
- 2006: Validação da versão brasileira do Fibromyalgia Impact Questionnaire (FIQ).[45]
- 2008: Meta-analysis of infrapopliteal angioplasty for chronic critical limb ischemia.[46]
- 2019: Prevalence of low back pain in the elderly population: a systematic review.[47]